# Славица Гароња Радованац
Славица Гароња Радованац (Београд, 1957) српски је историчар књижевности, књижевник и универзитетски професор.

## Биографија
Дипломирала је југословенску књижевност и српскохрватски језик на Филолошком факултету 1980. године, магистрирала (1987) и докторирала (2004) у области народне књижевности.
Радила је у Универзитетској библиотеци „Светозар Марковић“ (1986-1991), Трговачкој школа (1992-2005) и на Филолошко-уметничком факултету Универзитета у Крагујевцу од 2005, где предаје и данас као ванредни професор.
У многим часописима објављивала је поезију, књижевне критике, студије, есеје, прозу. У свом књижевном стваралаштву обрађује теме које се ослањају на етнос и усуд жене односно женски принцип.
Могу рећи да су (и) моје инспирације у прози концентрисане колико око етноса -  у најлепшем смислу језичке меморије идентитета народа, толико и око жене као главне јунакиње, односно женског принципа.
Учествовала је на неколико научних скупова и конгреса.
Чланица је Друштва књижевника Србије, Српске књижевне задруге, Матице српске.

## Награде
- Награда „Печат времена“ за најбољи роман у 2014. Повратак у Аркадију (плаво коло СКЗ, 2014), уручена 12.05.2015. (часопис „Печат“)[2]
- Награда „Сава Мркаљ“ за допринос изучавању књижевности Срба из Хрватске[2]
- Награда „Радован Бели Марковић” за роман „Шапати Мале Влашке” (2022)[4]

## Дела
Белетристика
- Под месечевим луком, роман (Рад, Београд, 1992; Библиотека Знакови поред пута); остала изд., 1998, 2001, 2009)[1]
- Девета кућа , путописна проза (Алтера, Београд, 1994)[1]
- Исповедање тишине, песме (Књижевно друштво „Свети Сава“, Београд, 1996)[1]
- Мој предак је дрво, поеме (Књижевно друштво „Свети Сава“), Београд, 2007. (Песничка мануфактура Београдске мануфактуре снова)[1]
- Изидина копча, приповетке (Српска књижевна задруга, Београд, 2013. Библиотека Савременик)[1]
- Повратак у Аркадију, роман (Српске књижевне задруге, Београд, 2014, 106. плаво коло, књ. 706; Награда „Печат времена“)[1]
- Парусија, гласови испод папрати: роман (Прометеј, Нови Сад, 2018)[1]
- Под Месечевим луком, роман (Српска књижевна задруга, Београд, 2018, Мала библиотека, 5. издање)[1]

Књижевна критика и књижевна наука
- Из сенке: критике, огледи и мали есеји, Књижевна омладина Србије, Београд, 2003.[1]
- Жена у српској књижевности, Дневник, Нови Сад, 2010. (Библиотека Легат; књ. 7)[1]
- Жене говоре: разговори са књижевним савременицама једног столећа (Алтера, Београд, 2013; Библиотека Калем преко)[1]
- Српска књижевна Крајина: од баштине до егзодуса (Прометеј, Нови Сад, 2015)[1]
- Жена и идеологија: у српској књижевности (ФИЛУМ, Крагујевац, 2017; Библиотека Црвена линија)[1]

Фолклористика
- Народне песме славонске границе, Народна књига, Београд, 1987. (Библиотека Расковник, књ. 6)[1]
- Народне приче са Папука, Књижевно друштво „Сава Мркаљ“, Нови Сад, 1996.[1]
- Антологија српске народне лирско-епске поезије војне крајине, Стручна књига, Београд, 2000.[1]
- Српско усмено књижевно наслеђе војне крајине: у записима 18, 19 и 20. века, Чигоја штампа, Београд, 2008.[1]
- Од Цариграда до Будима: аспекти усменог песништва; савремена књижевност на фолклорној матрици (Академска књига, Нови Сад, 2014; библиотека Хоризонти)[1]